# Petit-Rœulx-lez-Braine
Pour les articles homonymes, voir Petit-Rœulx.
Petit-Rœulx-lez-Braine (en wallon Ptit-Ru) est une section de la ville belge de Braine-le-Comte située en Région wallonne dans la province de Hainaut. C'était une commune à part entière avant la fusion des communes de 1977.

## Étymologie
966 Gislebertruoz
Défrichement (roman-germanique rodium romanisé reux, rœulx) de Gisleberht (germanique *gisal « hôte » et *berht « illustre »), anthroponyme germanique (en français Gilbert)
1214 de Parvo Rodio
Petit défrichement, près de (wallon lé, latin latu) Braine(-le-Comte),,.

## Évolution démographique
- Sources : INS, Rem. : 1831 jusqu'en 1970 = recensements, 1976 = nombre d'habitants au 31 décembre.

## Histoire
Commune du département de Jemmapes sous le régime français.